# Связанный чай

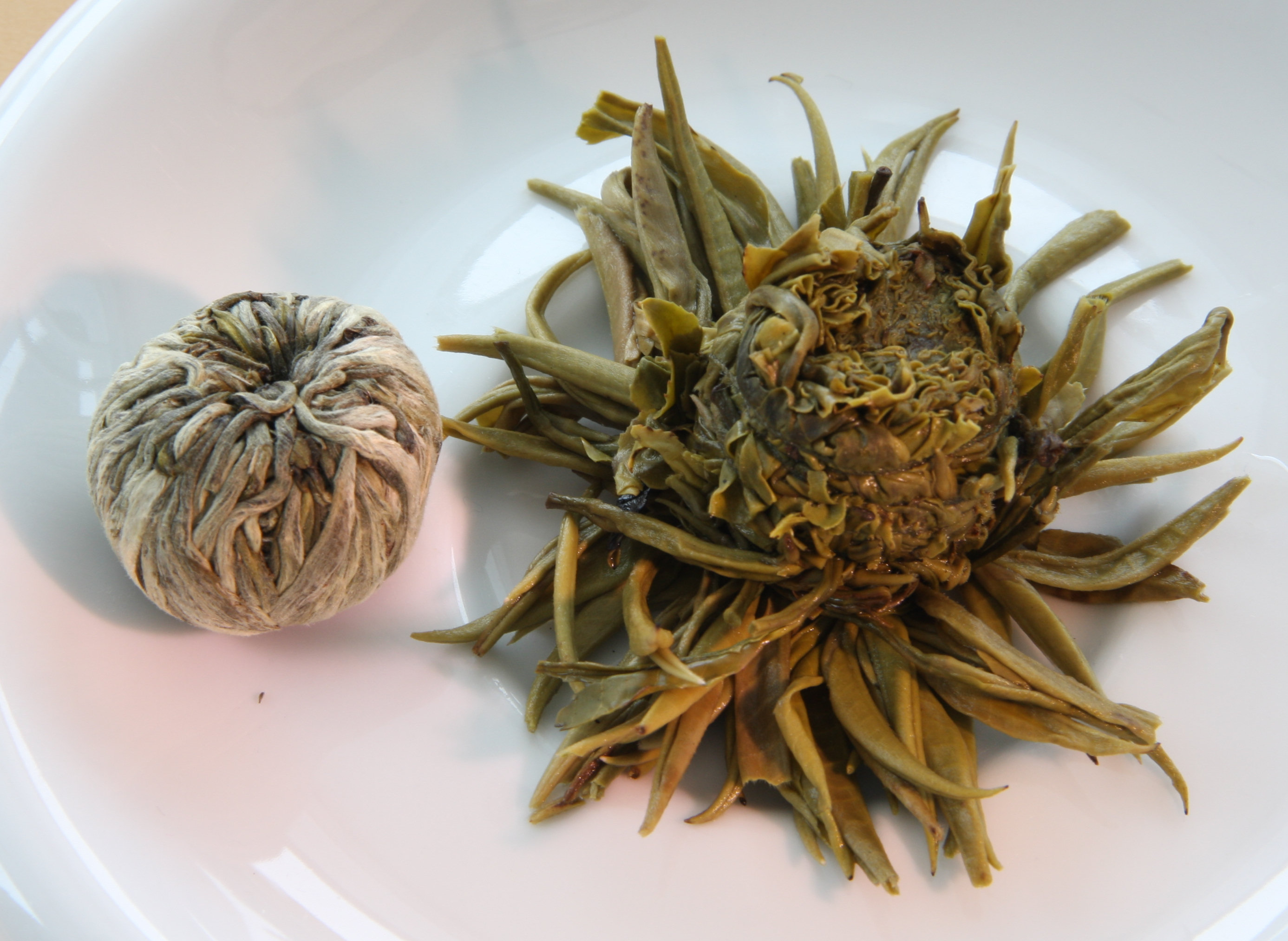
Бутон связанного чая до и после заваривания

Связанный, или цветущий чай (кит. упр. 香片工艺茶, пиньинь xiāng piàn gōng yì chá или кит. упр. 开花茶, пиньинь kāi huā chá) состоит из связки сушеных листьев чая, обернутых вокруг одного или нескольких сухих цветков. Основная масса таких чаёв — это зелёные, реже белые и чёрные (те, что в Китае называют красными). Использование зелёного неферментированного чая обусловлено тем, что таким чайным листьям гораздо проще придать требуемую форму, чем ломким и сухим ферментированного. Готовый напиток из связанного чая — это не только оригинальное сочетание чайного настоя, но и эстетическое зрелище, наблюдаемое во время заваривания.

## Появление
Не существует единого мнения в вопросе времени происхождения связанного чая. Одни историки говорят, что такой форме уже несколько сотен лет, ссылаясь на упоминания в китайской литературе эпохи династии Сун (960—1279 гг.) о первом «демонстрационном» чае, где «…чайные листья были связаны вместе с цветами для развлечения императора…». Другие люди называют 80-е года XX века.

## Изготовление

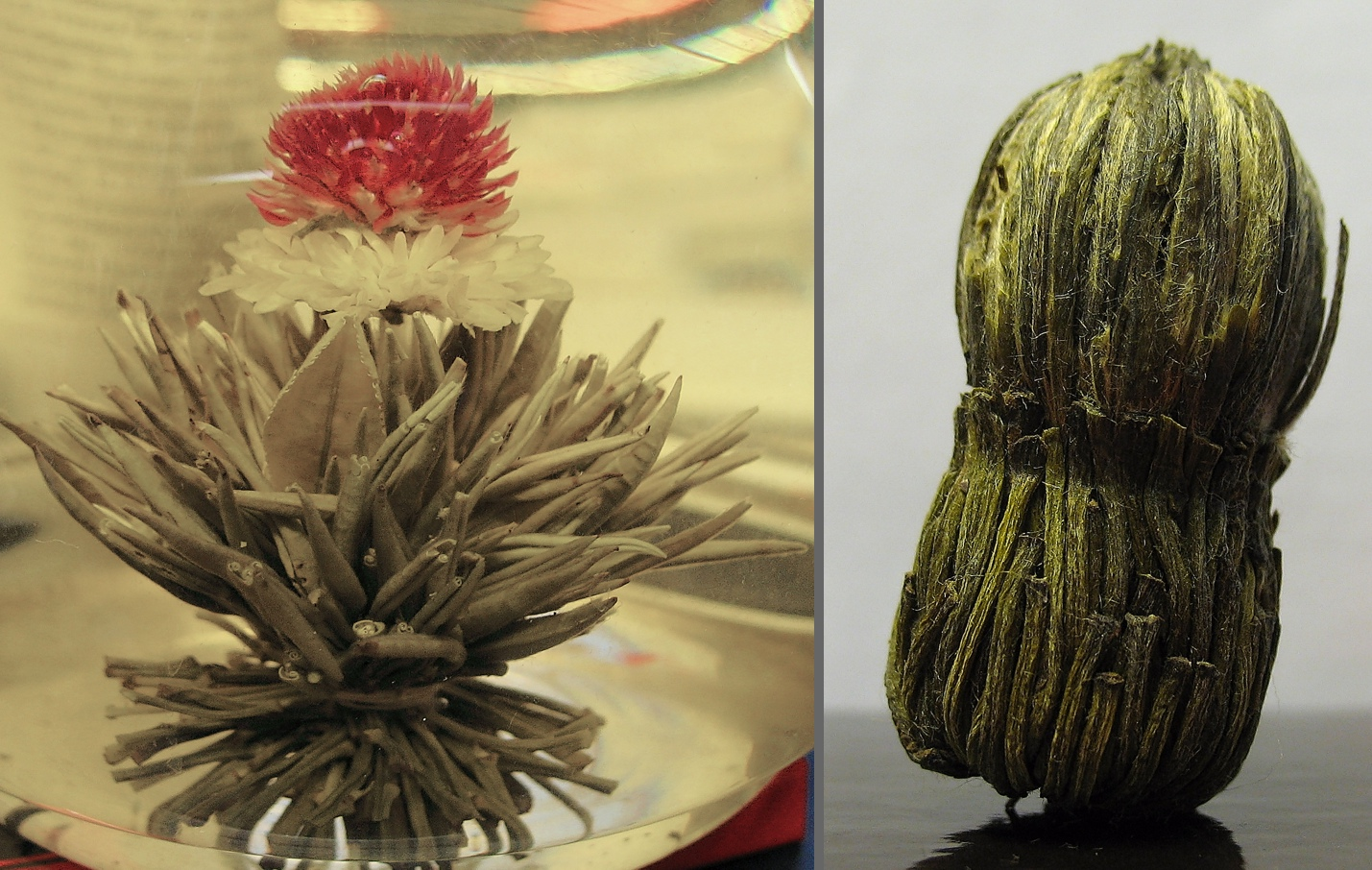
Вариант цветущего чая: заваренный и «бутон» для заваривания

Связанный чай производится в основном в китайских провинциях Фуцзянь, Сычуань, Хунань и юго-западной части Юньнани. Изготавливается он исключительно вручную. На создание одной композиции, в зависимости от сложности формы, опытный мастер тратит от 1 до 10 минут. Один чайный вязальщик может скрутить до 2,5 кг чая в день. Изготавливают его из верхних листочков или листовых почек (типсов) чайного куста Camellia sinensis, которые собирают только в особое время: сезон дождей. Для сохранения формы их обрабатывают прямо в день сбора: сырьё ферментируют, скручивают и сушат в специальных печах при температуре 110 °C (230 °F). Цветок или сочетание цветков и околоцветников разных растений это обязательные элементы в таком чае. Как правило, это хризантема, жасмин, османтус, лилия или гибискус, но могут добавляться и цветки амаранта, лаванды, клевера, камелии, календулы, личи, пиона. Далее листья сортируются по длине, собираются в одинаковые по весу и длине пучки, в середину которого кладётся цветок (предварительно отсортированный и просушенный), связываются вручную при помощи шёлковой или хлопчатобумажной нити и закрываются ими подобно кочану капусты. Затем несколько изделий закручивают по одному в нейлоновую ткань, придавая округлую форму и высушивают в печи при температуре 90°С (195 °F).
Готовые композиции весом от 6 до 10 грамм различаются не только сырьём, но и формами. Зачастую это шар (символ любви в Китае) или эллипсоид, но также можно встретить бутон цветка, пагоду, кольцо, сердце, корзинку, звёздочку, гриб, бочонок, веретено или китайский фонарик. Более экзотическая форма — заяц, рыбка или дракон. Каждый из них после заваривания является уникальным зрелищем, потому что имеет разную форму, размер, цветок. А также благодаря тщательной ручной работе: цветки связаны так, чтобы получить множество интересных вариантов. По внешнему виду распустившегося бутона и цвету настоя производитель даёт соответствующие имена, такие как: «Белый лотос благоденствия», «Красная пагода», «Золотой слиток», «Цветок семи богинь», «Ароматный бутон», «Жасминовая бессмертная дева», «Рождение жемчужины», «Ангел цветов».
Причиной высоких цен на связанный чай является трудоёмкая, кропотливая работа мастеров-вязальщиков, а также ценное сырьё — чайные типсы.

## Применение

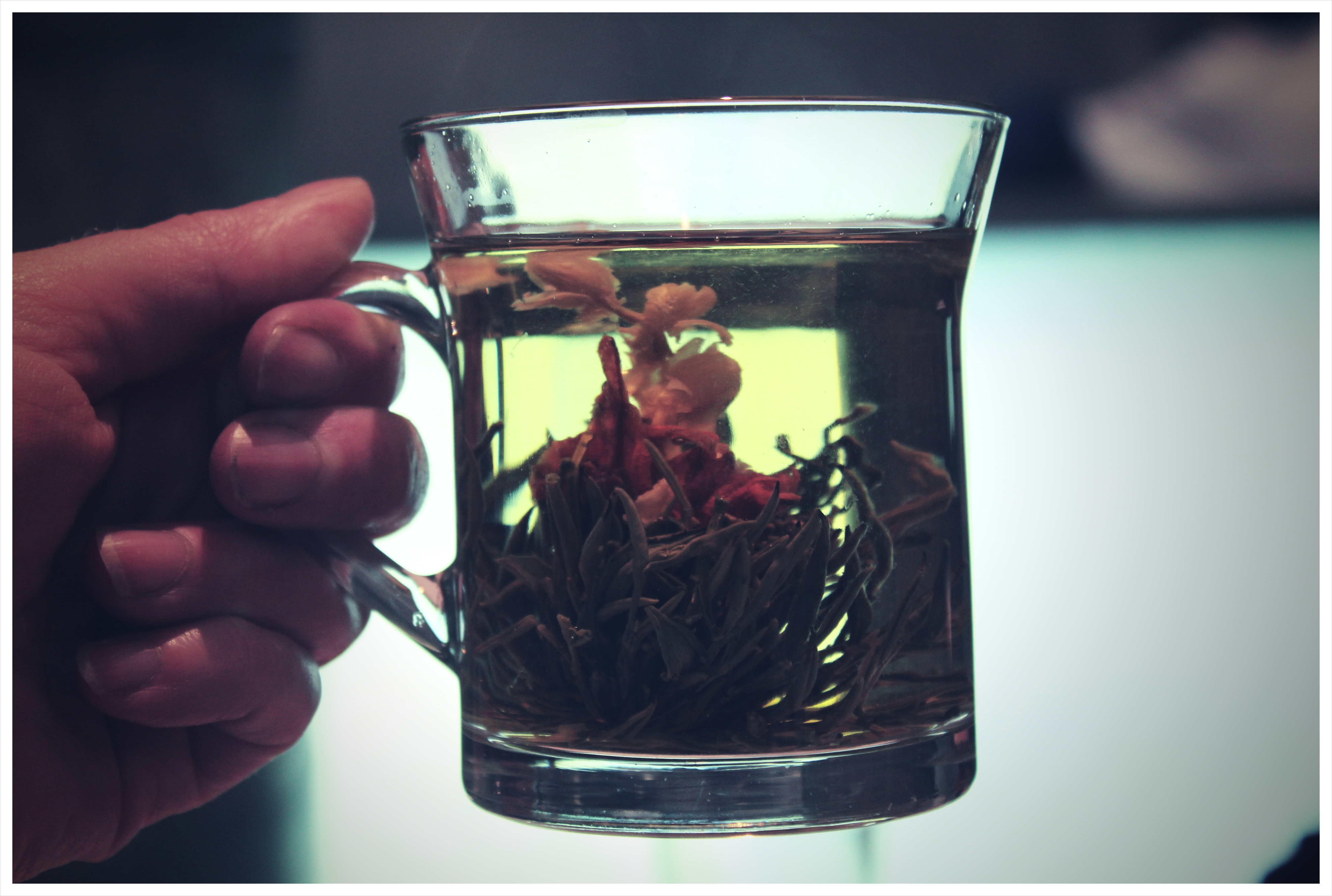
Заваренный в кружке цветущий чай

В последнее время связанный чай употребляют не только в юго-восточной Азии, где сильны чайные традиции, но и в Европе, Америке, России. В Китае по традиции связанный чай заваривают при торжественных событиях как особенное внимание к гостям, а также дарят в качестве подарка. Прежде чем выбрать связанный чай, некоторые люди учитывают многочисленные полезные свойства соцветий, которые в совокупности с чайными листьями оказывают благотворное влияние на организм.

## Приготовление
Связанный чай, как правило, заваривают в ёмкости из стекла или другого прозрачного материала, через который можно наблюдать заваривание, которое сопровождается распусканием бутона в цветок. Отсюда и второе название этого продукта: цветущий чай. Для заваривания используют такую же воду, как и для приготовления зеленых чаёв (80 — 90°С). Чайный настой пьют после полного распускания бутона (обычно 3 — 4 минуты), после чего его можно заваривать ещё 2 — 4 раза, увеличивая время каждой заварки на 3 минуты.